# Timbuktu (film 1959)
Timbuktu – amerykański film przygodowy z 1959 roku w reżyserii Jacques’a Tourneura z Victorem Mature i Yvonne De Carlo w rolach głównych.

## Obsada
- Victor Mature jako Mike Conway
- Yvonne De Carlo jako Natalie Dufort
- George Dolenz jako pułkownik Charles Dufort
- John Dehner jako emir Bhaki / Lew pustyni
- Marcia Henderson jako Jeanne Marat
- Robert Clarke jako kapitan Girard
- James Foxx jako porucznik Victor Marat

## Fabuła
Rok 1940. Francja, która prowadzi wojnę z Niemcami, przenosi swoje oddziały z afrykańskich kolonii do Europy, stwarzając podległym narodom okazję do zbrojnego powstania. Amerykański awanturnik, Mike Conway dostrzega w tym swoją szansę na wzbogacenie się. Zamierza bowiem przemycić broń ze Stanów Zjednoczonych, a następnie sprzedać ją wrogo nastawionym Tuaregom. Jednakże wkrótce uświadamia sobie, jak trudnego zadania się podjął, gdyż zmuszony jest balansować pomiędzy różnymi frakcjami: antyfrancuskim przywódcą Tuaregów, umiarkowanym imamem chcącym pokoju oraz francuskim pułkownikiem Legii Cudzoziemskiej, Dufortem. Nie tylko podejmuje z nimi ryzykowną grę, ale też interesuje się atrakcyjną żoną pułkownika.

## Produkcja
Producent Edward Small oraz Frank Cavett początkowo zamierzali zrealizować kolorowy film w technice panoramicznej, a jego reżyserem miał być Stuart Heisler. Scenariuszem natomiast miał się zająć Horace McCoy.
W 1956 roku Small zanotował kilka roboczych tytułów filmu: East of Timbuktu, West of Timbuktu, North of Timbuktu, South of Timbuktu, The Road to Timbuktu i Timbuktu Theme. Styl takiego tytułowania filmów reżyser William Witney nazwał „boksującym kompasem”. Ostatecznie nadał mu po prostu tytuł Timbuktu. W 1957 roku Anthony Veillier we współpracy z Paulem Dudleyem rozpoczął prace nad scenariuszem filmu, do którego zdjęcia ruszyły w maju kolejnego roku w Utah.
Reżyser Jacques Tourneur twierdził, że producentowi film wydał się za krótki, więc kazał dodać ujęcia zbliżeń wszystkich aktorów.